# 衰老 (期刊)
《衰老》（Aging）是一份双月刊、同行评审的开放获取生物医学期刊，涵盖老人學各个方面的研究。该期刊创刊于2009年，由Impact Journals出版。主编包括Jan Vijg、大衛·安德魯·辛克萊、Vera Gorbunova、Judith Campisi和Mikhail Blagosklonny。

## 摘要和索引
本期刊的摘要和索引已被ISI/Web of Science:科学引文索引收录于“细胞生物学”和“老年医学与老年学”类别。本期刊存档于PubMed Central（PMC），并被医学索引/MEDLINE、PubMed、Meta、EMBASE、生物学文摘（预评）和Scopus收录。根据2015年的Scopus/SCImago期刊排名，Aging在“被引用/文献数量”（两年）排名中位列“衰老”类别第三名。
本期刊2021年的影响因子为5.955。

## 反响
该期刊采用的同行评审流程受到了大学图书馆员、掠奪性出版专家Jeffrey Beall的批评。2015年7月，他还将该期刊及其出版商列入了“潜在、可能或很有可能存在掠夺性学术开放获取期刊”名单。据称，期刊编辑Mikhail Blagosklonny对此作出回应，威胁要撤回 Beall在科罗拉多大学同僚的论文。据称，该期刊通过要求作者提供期刊中其他近期论文的参考文献来操纵其影响因子，并且没有对文章进行充分的同行评审。